# Cassina S.p.A.
Cassina S.p.A. est une entreprise italienne spécialisée dans fabrication de meubles contemporains. Elle est fondée en 1927 à Meda par Cesare et Umberto Cassina.

## Histoire

### Les débuts
L'entreprise « Amedeo Cassina » des frères Cesare et Umberto Cassina est né en 1927 à Meda, en Italie dans la région de Brianza. Son activité principale est le travail du bois pour la réalisation de tables basses. Puis, l'entreprise s'est développée, notamment dans la période d'après-guerre, notamment grâce à des collaborations avec des architectes extérieurs qui ont apporté leur expertise et leurs recherches.
Dans les années 1950, Cassina passe de la production artisanale à la production en série, adoptant la logique du design industriel. Un changement incluant également la commande de mobilier pour les intérieurs des grands navires de croisière. C'était d'ailleurs la première entreprise à exporter un "style italien" aux Etats-Unis. En 1954, Cassina gagne la première édition du Compas D'or pour la chaise 683 dessinée par Carlo De Carli,,. C'est à cette période que prennent forme certains des produits les plus connus de l'entreprise : la chaise 646 et la chaise 699, dite la « Superleggera », toutes deux conçues par l'architecte italien Gio Ponti.

### Innovation et appui au modernisme
En 1963, Vico Magistretti rejoint l'équipe de designers de l'entreprise et crée le fauteuil Carimate, un des premiers succès de la marque portant son nom. Un an après, les droits de réédition de quatre modèles conçus en 1928 par Le Corbusier, Pierre Jeanneret et Charlotte Perriand sont acquis, pour exprimer la volonté de l'entreprise de construire une collection selon les principes de la modernité. En 1966, la société C&B, Cassina & Busnelli est créée pour identifier de nouveaux procédés de fabrication de mousse de polyuréthane injectée. Le but est de passer à une production de plus grande échelle et plus largement pour encourager la recherche de produits expérimentaux et innovants.
En 1968, l'entreprise lance le fauteuil Ciprea d'Afra et Tobia Scarpa, premier exemple d'un seul volume en polyuréthane expansé, et ouvre le showroom via Durini à Milan. En 1970, le projet Soriana d'Afra et Tobia Scarpa a remporté le Compas D'or.
En 1972, Cassina participe à l'exposition « Italie : le nouveau paysage domestique » au MoMA de New York avec le prototype de voiture Kar-a-sutra conçu par Mario Bellini, sorte d'entre deux entre la voiture et la maison. Cette même année, le laboratoire expérimental Bracciodiferro est fondé avec Gaetano Pesce et Alessandro Mendini.
En 1973, Cassina présente le canapé Maralunga de Vico Magistretti, également lauréat du Compas D'or, et structure la collection « iMaestri »,.
En 1989, la structure de l'actionnariat de Cassina change avec le rachat de 80 % du capital de l'entreprise par le groupe français Strafor.
Cassina remporte de nouveau le Compas D'or en 1991 pour sa contribution à la culture du design et inaugure la même année une collaboration avec Piero Lissoni qui donne vie au canapé Met.
La fin du XXe siècle se finit avec le rachat de Cassina par un autre groupe français, Fimalac.

### Héritage et reconnaissance
Le début du millénaire coïncide avec la production des meubles créés par Charlotte Perriand pour la collection Cassina I Maestri. En 2008, commence la production des meubles de Franco Albini, le premier maître italien inclus dans cette collection.
En 2005, l'entreprise redevient italienne : elle est rachetée par le groupe dirigé par Poltrona Frau.
En 2006, une reconstruction de l'intérieur du Cabanon de Le Corbusier construit à Roquebrune-Cap-Martin en France en 1952 accompagne l'édition de nouveaux meubles dessinés par l'architecte. Le projet est présenté à la Triennale de Milan puis a ensuite été exposé dans d'autres musées, comme le MoMA de New York.
En 2008, afin de célébrer le 80e anniversaire de la naissance de l'entreprise, une exposition «Made in Cassina » a eu lieu à l'occasion Triennale de Milan et une monographie de Cassina a été créée,.
En 2010, Cassina, en collaboration avec Gaetano Pesce, a célébré le 150e anniversaire de l'unification de l'Italie avec une œuvre d'art : Sessantuna. Elle composée de soixante et une tables qui forment ensemble la botte de la presqu'île italienne.
En février 2014, le groupe dirigé par Poltrona Frau a été racheté par la société américaine Haworth. Toujours dans cette même année, l'architecte Piero Lissoni et Cassina présentent le canapé Otto,,.
En 2019 Cassina vient en soutien de l'exposition « Le monde nouveau de Charlotte Perriand » se déroulant à la Fondation Louis Vuitton à Paris. Il y est reconstitué pour la première fois « l’Équipement intérieur d'une habitation ».
En 2021, Cassina relance Soriana d'Afra et Tobia Scarpa, avec des matériaux circulaires. La même année, elle présente la collection Cassina Pro pour répondre aux exigences des projets des secteurs de l'hôtellerie et des bureaux.